# Elefantenuhr des al-Dschazarī

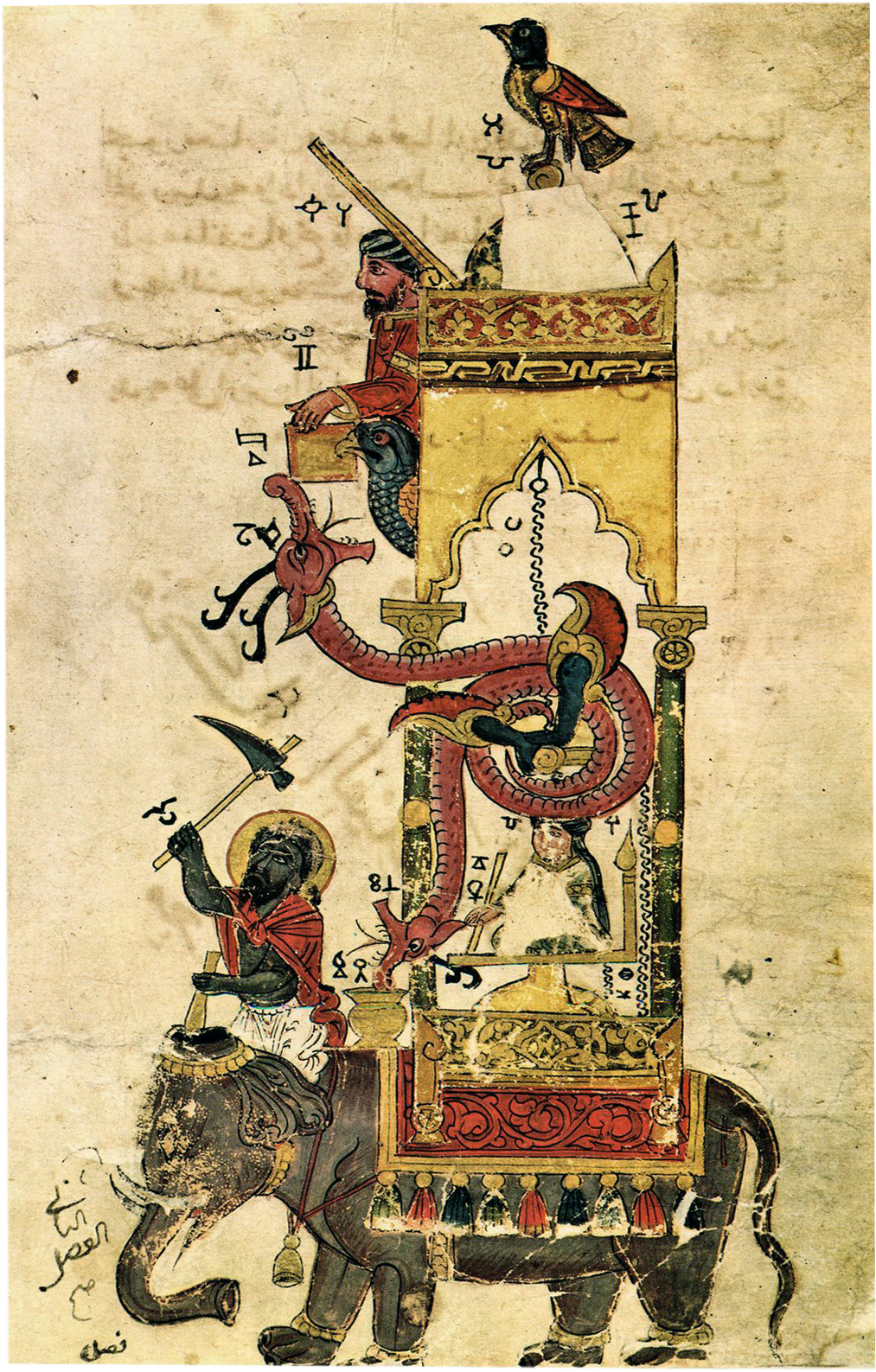
Die Elefantenuhr des al-Dschazarī. Abbildung um 1300, aus einer Abschrift seiner Schriften über Automaten.

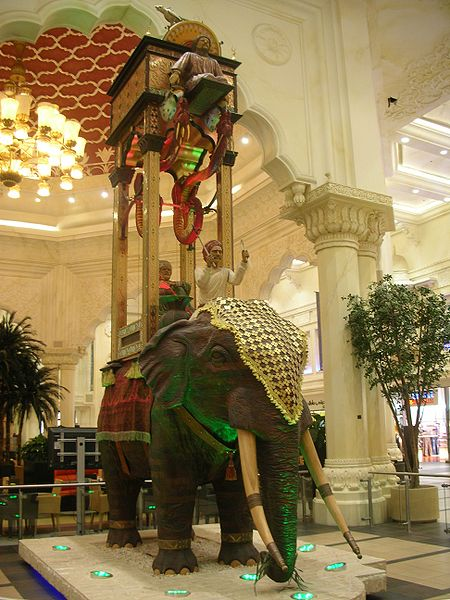
Nachbau im Ibn Battuta Shopping Mall, Dubai

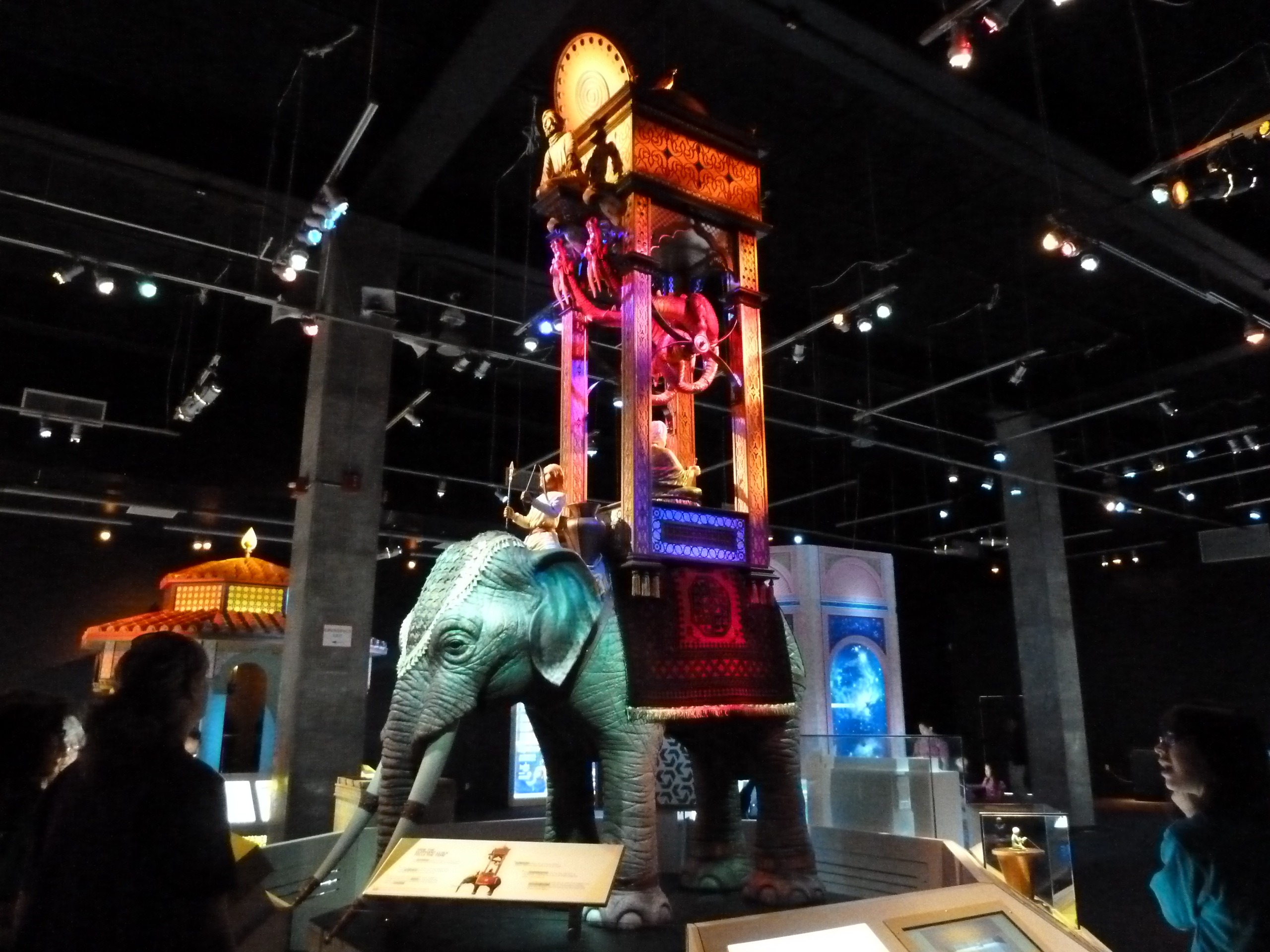
Elefantenuhr bei 1001 Inventions

Die Elefantenuhr des al-Dschazarī (1136–1206) war ein mittelalterlicher Automat in Form einer lebensgroßen Nachbildung eines Elefanten, der mit Hilfe einer Wasseruhr die Zeit anzeigte. Die mechanischen Elemente und Figuren des Automaten waren in der Howdah, einer Sänfte auf dem Rücken des Elefanten, untergebracht. Die Uhr war so konstruiert, dass sich zu jeder halben Stunde die Figuren bewegten und Geräusche ertönten.
Funktionstüchtige Nachbauten der Uhr findet man in der Ibn Battuta Shopping Mall in Dubai und im Außengelände des Uhrenmuseums Musée d’Horlogerie in Le Locle in der Schweiz.

## Mechanismus
Der Mechanismus des Automaten wird durch eine Wasseruhr im Innern des Elefanten gesteuert.
In einem großen, mit Wasser gefüllten Hohlraum befindet sich eine Schüssel, die sich durch eine kleine Öffnung im Boden kontinuierlich mit Wasser füllt und dabei absinkt. Die Schüssel ist durch einen Draht mit der Figur auf dem Rücken des Elefanten verbunden, die sich dadurch permanent dreht. Diese Figur stellt einen Schreiber dar und zeigt mit ihrer Feder die Minuten an. Ein weiterer Draht verbindet die Schüssel mit einem Korb im Baldachin der Sänfte, in dem sich Metallbälle befinden. Nach einer halben Stunde ist der Behälter so weit abgesunken, dass er einen Hebelmechanismus auslöst. Der mechanische Vogel auf dem Baldachin beginnt zu singen, eine weitere Figur bewegt die Hände und eine Metallkugel wird aus dem Korb freigegeben. Die Kugel dreht die Stundenscheibe am Baldachin weiter, bevor sie aus einem Falkenkopf in das Maul einer Schlange fällt und diese zum Kippen bringt.
Durch die Drehbewegung der Schlange wird die versunkene Schüssel wieder aus dem Wasser gezogen und geleert. Danach fällt die Kugel in eine Vase und der am Kopf des Elefanten sitzende Mahut schlägt auf ein Becken. Daraufhin schwingt die Schlange zurück und der Vorgang wiederholt sich, solange noch Bälle in dem Korb vorhanden sind. Dieser muss zweimal am Tag wieder gefüllt werden.
Die Elefantenuhr war die erste Uhr mit einem Automaten, der nach einem bestimmten Zeitabstand erneut ablief.